# Chili aux Jeux olympiques d'hiver de 2006
Le Chili est représenté par neuf athlètes aux Jeux olympiques d'hiver de 2006 à Turin.

## Délégation
Le tableau suivant montre le nombre d'athlètes chiliens dans chaque discipline :
| Sport     | Hommes | Femmes | Total |
| --------- | ------ | ------ | ----- |
| Ski Alpin | 4      | 3      | 7     |
| Biathlon  | 1      | 1      | 2     |
| Total     | 5      | 4      | 9     |

## Épreuves

### Biathlon
Hommes
| Épreuve      | Athlète                | Pénalité 1 | Temps         | Rang |
| ------------ | ---------------------- | ---------- | ------------- | ---- |
| 10 km sprint | Marco Zuniga Fernandez | 1          | 33 min 38 s 1 | 89   |

| Épreuve | Athlète                | Temps             | Manquées | Temps ajusté 2    | Rang |
| ------- | ---------------------- | ----------------- | -------- | ----------------- | ---- |
| 20 km   | Marco Zuniga Fernandez | 1 h 06 min 02 s 5 | 5        | 1 h 11 min 02 s 5 | 87   |

Femmes
| Épreuve       | Athlète                | Pénalité 1 | Temps         | Rang |
| ------------- | ---------------------- | ---------- | ------------- | ---- |
| 7,5 km sprint | Veronica Isbej Morales | 4          | 33 min 52 s 0 | 83   |

| Épreuve | Athlète                | Temps             | Manquées | Temps ajusté 2    | Rang |
| ------- | ---------------------- | ----------------- | -------- | ----------------- | ---- |
| 15 km   | Veronica Isbej Morales | 1 h 07 min 55 s 3 | 7        | 1 h 14 min 55 s 3 | 81   |

1Une boucle de pénalité 150 mètres par cible manquée doit être parcourue.

2Une minute ajoutée par cible manquée.

### Ski alpin
Hommes
| Athlète                | Épreuve      | Manche 1 | Manche 2 | Total         | Total |
| Athlète                | Épreuve      | Temps    | Temps    | Temps         | Rang  |
| ---------------------- | ------------ | -------- | -------- | ------------- | ----- |
| Jorge Mandru Henriquez | Descente     |          |          | 1 min 58 s 77 | 49    |
| Mikael Gayme Anguita   | Descente     |          |          | 1 min 55 s 73 | 41    |
| Maui Gayme Anguita     | Descente     |          |          | 1 min 56 s 10 | 42    |
| Mikael Gayme Anguita   | Super-G      |          |          | 1 min 39 s 68 | 54    |
| Maui Gayme Anguita     | Super-G      |          |          | 1 min 36 s 85 | 47    |
| Duncan Grob Urzua      | Super-G      |          |          | 1 min 36 s 24 | 44    |
| Duncan Grob Urzua      | Slalom Géant | DNF      | –        | DNF           | –     |

Combiné hommes
| Athlète                | Descente      | Slalom   | Slalom   | Total       | Total |
| Athlète                | Temps         | Manche 1 | Manche 2 | Temps total | Rang  |
| ---------------------- | ------------- | -------- | -------- | ----------- | ----- |
| Jorge Mandru Henriquez | 1 min 45 s 81 | 52 s 92  | DSQ      | DSQ         | –     |

Femmes
| Athlète                      | Épreuve | Manche 1 | Manche 2 | Total         | Total |
| Athlète                      | Épreuve | Temps    | Temps    | Temps         | Rang  |
| ---------------------------- | ------- | -------- | -------- | ------------- | ----- |
| Macarena Benvenuto Gutierrez | Super-G |          |          | 1 min 41 s 52 | 50    |
| Daniela Anguita Loux         | Super-G |          |          | DNF           | –     |

Combiné femmes
| Athlète               | Descente      | Slalom   | Slalom   | Total         | Total |
| Athlète               | Temps         | Manche 1 | Manche 2 | Temps total   | Rang  |
| --------------------- | ------------- | -------- | -------- | ------------- | ----- |
| Noelle Barahona Neder | 1 min 42 s 61 | 47 s 62  | 56 s 39  | 3 min 26 s 62 | 30    |

## Médailles
|       | Médaille d'or | Médaille d'argent | Médaille de bronze | Total |
| ----- | ------------- | ----------------- | ------------------ | ----- |
| Chili | 0             | 0                 | 0                  | 0     |